# Ла-Мюр
Ла-Мюр (фр. La Mure) — коммуна во Франции, находится в регионе Рона — Альпы. Департамент коммуны — Изер. Административный центр кантона Матезин-Триев. Округ коммуны — Гренобль.
Код INSEE коммуны — 38269. Население коммуны на 2006 год составляло 5334 человека. Населённый пункт находится на высоте от 720 до 1 204 метров над уровнем моря. Муниципалитет расположен на расстоянии около 520 км юго-восточнее Парижа, 125 км юго-восточнее Лиона, 32 км южнее Гренобля. Мэр коммуны — Fabrice Marchiol, мандат действует на протяжении 2008—2014 гг.
Динамика населения (INSEE):